# Austrália nos Jogos Olímpicos de Verão de 1924
Austrália participou dos Jogos Olímpicos de Verão de 1924 em Paris, França.